# Patrick Robson de Souza Monteiro
Patrick Robson de Souza Monteiro (* 11. Mai 1998) ist ein brasilianischer Fußballspieler.

## Karriere
Patrick spielte 2018 für den America FC (RJ). In der Saison 2019 war er für den Bonsucesso FC aktiv. Im Dezember 2019 wechselte er zum Friburguense AC. Nach nur zwei Monaten bei Friburguense wechselte er im Februar 2020 nach Österreich zum Zweitligisten SV Horn.
Sein Debüt in der 2. Liga gab er im selben Monat, als er am 17. Spieltag der Saison 2019/20 gegen die Zweitmannschaft des FK Austria Wien in der 59. Minute für Jan Doležal eingewechselt wurde. In zwei Spielzeiten in Horn kam er zu 30 Zweitligaeinsätzen, in denen er sechs Tore erzielte. Zur Saison 2021/22 wechselte er zum Bundesligisten FC Admira Wacker Mödling. Für die Admira absolvierte er bis zur Winterpause acht Spiele in der Bundesliga, in denen ihm ein Tor gelang.
Nach einem halben Jahr in der Südstadt wechselte Patrick im Januar 2022 leihweise für eineinhalb Jahre nach Aserbaidschan zum FK Qəbələ. Für Qəbələ kam er zu zehn Einsätzen in der Premyer Liqası. Im Juli 2022 wurde die Leihe vorzeitig beendet.